# Crew Love
«Crew Love» es una canción del rapero canadiense Drake de su segundo álbum de estudio, Take Care. La canción cuenta con colaboración del cantante The Weeknd. La producción fue proporcionada por The Weeknd, Noah "40" Shebib y Illangelo. «Crew Love» fue lanzado como séptimo sencillo del álbum en el Reino Unido el 30 de julio de 2012.

## Críticas
Jon Dolan de la revista Rolling Stone describió la canción como: «Exuberancia del R & B y una tierna oda a la familia metafórica en la cara de un mundo en el que todo el mundo quiere un poco de Drake.»

## Posicionamiento
«Crew Love» debutó en el número 200 en la lista de sencillos del Reino Unido en la lista de la semana del 14 de julio de 2012. Entró en el top 100 de la lista después de dos semanas, en el número 64, después y alcanzando el número 37. la pista también se convirtió en un top ten de la lista británica de R & B, donde alcanzó el número siete.
A pesar de la ausencia de un solo lanzamiento apropiado en los Estados Unidos, «Crew Love» logró estar en varias lista de sencillos de Billboard , debido a la fuerte rítmica y urbano airplay de la radio contemporánea que contenía en sus letras. Alcanzó el puesto número nueve en la lista de Hot R&B/Hip-Hop Songs en junio de 2012, convirtiéndose en el vigésimo cuarto top ten de Drake en la lista. La canción también alcanzó el puesto número 14 en las canciones en la lista de Hot Rap Songs y en el número 80 en la principal Hot 100 singles chart (que es su posición máxima como artista invitado) y en el Canadian Hot 100 también apareció.

## Listas
| Lista (2012)                           | Mejuor posición |
| -------------------------------------- | --------------- |
| Canadá (Canadian Hot 100)              | 80              |
| Reino Unido (UK Singles Chart)         | 37              |
| Reino Unido (UK R&B Chart)             | 7               |
| Estados Unidos (Billboard Hot 100)     | 80              |
| Estados Unidos (Hot R&B/Hip-Hop Songs) | 9               |
| Estados Unidos (Hot Rap Songs)         | 14              |

## Fecha de Lanzamiento
| País        | Fecha               | Formato                       | Discográfica |
| ----------- | ------------------- | ----------------------------- | ------------ |
| Reino Unido | 30 de julio de 2012 | Hit Contemporáneo de la Radio | Universal    |